# اوسیمو
اوسیمو (به ایتالیایی: Osimo) یک کومونه در ایتالیا است که در استان آنکونا واقع شده‌است.

## خصوصیات
اوسیمو ۱۰۵ کیلومترمربع مساحت و ۳۲٬۴۵۷ نفر جمعیت دارد.